# Рунку-Маре (Хунедоара)
Рунку-Маре (рум. Runcu Mare) — село у повіті Хунедоара в Румунії. Входить до складу комуни Лелесе.
Село розташоване на відстані 307 км на північний захід від Бухареста, 25 км на південний захід від Деви, 136 км на південний захід від Клуж-Напоки, 109 км на схід від Тімішоари.

## Населення
За даними перепису населення 2002 року у селі проживали 159 осіб, усі — румуни. Усі жителі села рідною мовою назвали румунську.